# Ichneumon ochrocercus
Ichneumon ochrocercus là một loài tò vò trong họ Ichneumonidae.